# Johannes Mutters
Johannes Mutters (Hága, 1889. február 19. – Leidschendam, 1974. március 8.) holland nemzetközi labdarúgó-játékvezető.

## Pályafutása

### Nemzeti játékvezetés
A játékvezetői vizsgát 1906-ban tette le.  A labdarúgó-szövetség minősítése alapján jutott magasabb osztályba. A küldési gyakorlat szerint rendszeres partbírói tevékenységet is végzett. Az I. Liga játékvezetőjeként 1936-ban vonult vissza.

### Nemzetközi játékvezetés
A Holland labdarúgó-szövetség Játékvezető Bizottsága (JB) terjesztette fel nemzetközi játékvezetőnek, a Nemzetközi Labdarúgó-szövetség (FIFA) 1919-től tartotta nyilván bírói keretében. Az 1920-as évek egyik kiemelkedő képességű játékvezetője. Több nemzetek közötti válogatott és klubmérkőzést vezetett, vagy működő társának partbíróként segített. Az aktív nemzetközi játékvezetéstől 1936-ban búcsúzott. Válogatott mérkőzéseinek száma – kiemelkedően magas: 34.

#### Labdarúgó-világbajnokság
Nagy esélye volt, hogy részese legyen az első az 1930-as labdarúgó-világbajnokságon. Végül Hollandia nem indult, így lemaradt a tornáról.

#### Olimpiai játékok
Az 1920. évi, az 1924. évi és az 1928. évi nyári olimpiai játékok labdarúgó tornáin a FIFA JB játékvezetőként foglalkoztatta. 1924-ben kiválasztották a döntő játékvezetőjének, de az uruguayi csapatvezetők tiltakozása (akkor még lehetett) miatt végül nem ő vezette a találkozót. 1928-ban az első döntő mérkőzésen, a két évvel később az I. labdarúgó-világbajnokság döntőjét vezető, John Langenus volt az első számú partbírója. Az olimpiák történetében – a világ legfontosabb versenye (nem volt világbajnokság) – 5. európaiként és – Christiaan Groothoff után – 2. hollandként vezetett döntőt.

##### 1920. évi nyári olimpiai játékok
| Időpont             | Helyszín                    | Mérkőzés típusa           | Mérkőzés                    | Eredmény | Nézők száma |
| ------------------- | --------------------------- | ------------------------- | --------------------------- | -------- | ----------- |
| 1920. augusztus 28. | Olimpiai Stadion, Antwerpen | első forduló              | Norvégia–Nagy-Britannia     | 3 : 1    | 5 000       |
| 1920. augusztus 29. | Olimpiai Stadion, Antwerpen | előselejtező (4. csoport) | Belgium–Spanyolország       | 3 : 1    | 18 000      |
| 1920. augusztus 31. | Olimpiai Stadion, Antwerpen | egyik elődöntő            | Csehszlovákia–Franciaország | 4 : 1    | 12 000      |

##### 1924. évi nyári olimpiai játékok
| Időpont         | Helyszín                  | Mérkőzés típusa   | Mérkőzés                   | Eredmény | Nézők száma |
| --------------- | ------------------------- | ----------------- | -------------------------- | -------- | ----------- |
| 1924. május 26. | Bergeyrei Stadion, Párizs | első forduló      | Magyarország–Lengyelország | 5 : 0    | 3 578       |
| 1924. június 2. | Bergeyrei Stadion, Párizs | egyik negyeddöntő | Olaszország–Svájc          | 1 : 2    | 8 359       |

##### 1928. évi nyári olimpiai játékok
| Időpont          | Helyszín                      | Mérkőzés típusa                    | Mérkőzés          | Eredmény | Nézők száma |
| ---------------- | ----------------------------- | ---------------------------------- | ----------------- | -------- | ----------- |
| 1928. június 5.  | Monnikenhuize Stadion, Arnhem | vigaszági elődöntő egyik mérkőzése | Chile–Mexikó      | 3 : 1    | 5 000       |
| 1928. június 10. | Olimpiai Stadion, Amszterdam  | döntő első mérkőzés                | Uruguay–Argentína | 1 : 1    | 28 253      |
| 1928. június 13. | Olimpiai Stadion, Amszterdam  | megismételt döntő                  | Uruguay–Argentína | 2 : 1    | 28 113      |

#### A magyar labdarúgó-válogatott mérkőzései (1902–1929)
| Időpont           | Helyszín                               | Mérkőzés típusa          | Mérkőzés              | Eredmény | Nézők száma |
| ----------------- | -------------------------------------- | ------------------------ | --------------------- | -------- | ----------- |
| 1921. április 24. | Simmeringer Stadion, Bécs              | 77. válogatott mérkőzés  | Ausztria–Magyarország | 4 : 1    | 50 000      |
| 1923. március 11. | La Pontaise Stadion, Lausanne          | 90. válogatott mérkőzés  | Svájc–Magyarország    | 1 : 6    | 15 000      |
| 1926. február 14. | Molenbeek-Saint-Jean Stadion, Brüsszel | 114. válogatott mérkőzés | Belgium–Magyarország  | 0 : 2    | 25 000      |

## Külső hivatkozások
- Johannes Mutters. World Referee. [2012. szeptember 28-i dátummal az eredetiből archiválva]. (Hozzáférés: 2012. május 3.)
- Johannes Mutters. footballzz.com. (Hozzáférés: 2012. május 3.)
- Johannes Mutters. footballdatabase.eu. (Hozzáférés: 2012. május 3.)
- Johannes Mutters. eu-football.info. (Hozzáférés: 2012. május 3.)
- Johannes Mutters. youtube.com. (Hozzáférés: 2012. május 3.)